# Guerra ruso-turca (1676-1681)
La guerra ruso-turca de 1676 a 1681 enfrentó al Zarato ruso y a los Cosacos de Zaporozhia de la margen oriental del río Dniéper de tendencia prorrusa contra el Imperio otomano, que estaba aliado con los tártaros de Crimea y con los cosacos de Zaporozhia de la margen occidental del Dniéper, de tendencia prootomana. La guerra tuvo lugar por el deseo de los contendientes de controlar la totalidad de Ucrania. La guerra terminó con el Tratado de Bajchisarái, que delimitó la frontera entre el Zarato y el Imperio otomano en el Dniéper.

## Situación de los países antes de la guerra
Debido a las repetidas rebeliones que padeció durante el siglo XVI, a principios del XVII el Imperio otomano ya no tiene la combatividad del siglo anterior.
Mustafa I es depuesto por Osman II, un joven reformista. Cuando este quiere reorganizar a los jenízaros provoca una rebelión, es hecho prisionero y estrangulado en mayo de 1622. Osman I vuelve al poder pero fallece en 1623.
Su sucesor es Murad IV que solo tiene 12 años, lo que agrava la anarquía. Los Grandes Visires no tienen autoridad, las tropas se rebelan, en Anatolia empieza una guerra civil y el Imperio safavida invade Mesopotamia y entra en Bagdad. En 1632 el sultán se hace cargo personalmente del gobierno, reprime las rebeliones, impone su voluntad al ejército y derrota a los safavidas recuperando Tabriz y Bagdad.
Murad IV muere en 1640 y su sucesor fue Ibrahim I, un loco cruel y libertino que antes de ser asesinado en 1648 pone en peligro toda la obra de Murad IV.
Le sucede Mehmed IV, con quien la anarquía llega a su punto máximo. Sin embargo, la ascensión en 1665 de Mehmed Köprülü hizo recobrar al Imperio otomano su vigor y terminó con las revueltas de cipayos y jenízaros y doblegó a los gobernadores provinciales levantiscos.

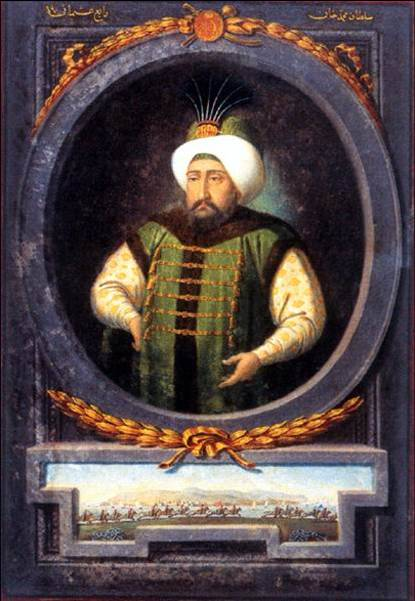
Mehmed IV

Tanto durante su gobierno como en el de su hijo Fazil Ahmed, el Imperio Otomano recupera su combatividad y volverá a intentar expandirse por suelo europeo.

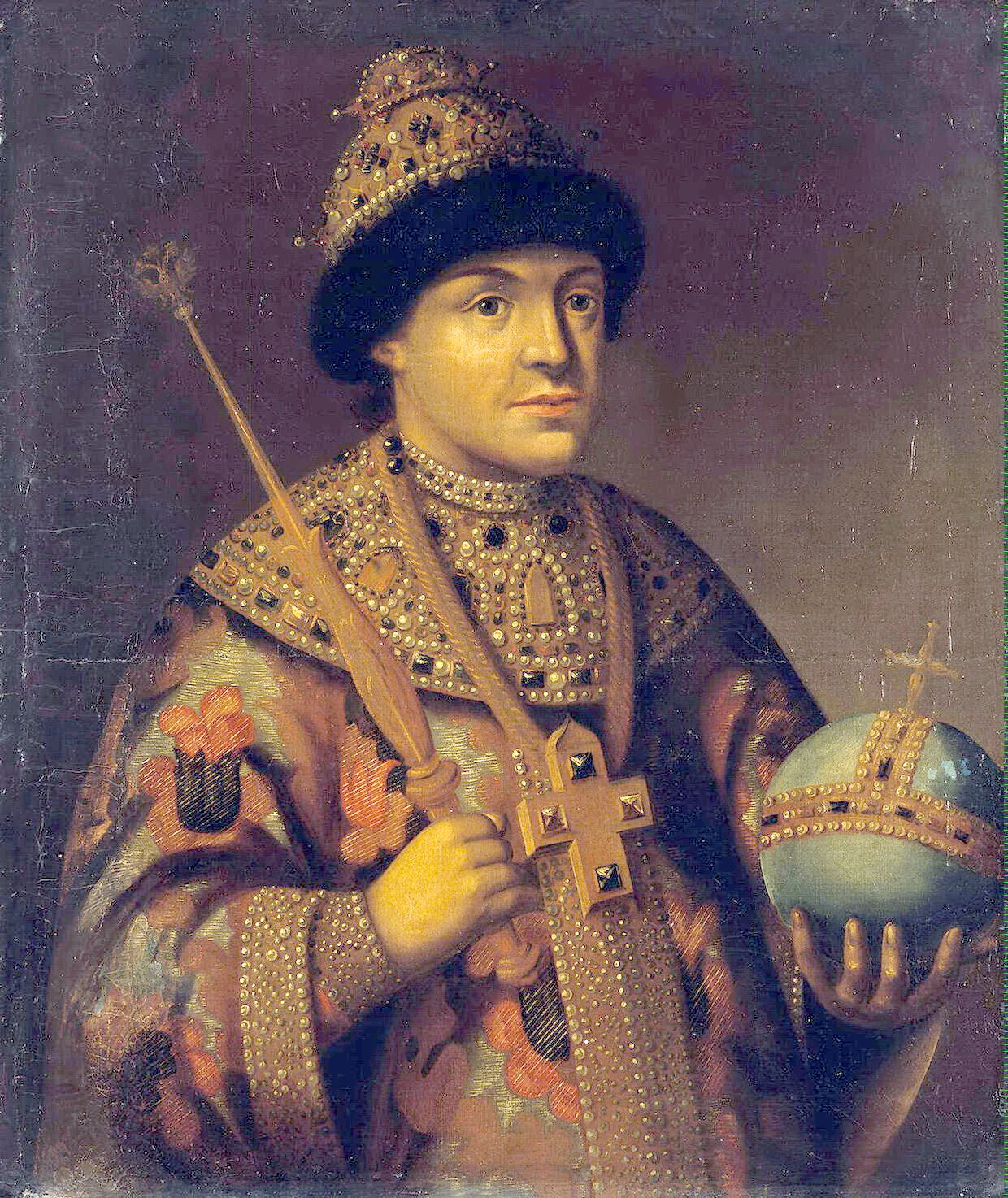
Teodoro III de Rusia.

Fazil Ahmed comenzó por sentar a Miguel Apafi I en el trono de Transilvania, reino vasallo de Constantinopla, tras lo que declaró la guerra al Sacro Imperio Romano Germánico y, a pesar de caer las fuerzas otomanas derrotadas en la batalla de San Gotardo (1664), el visir logró una paz ventajosa por la que obtuvo ganancias territoriales.
En 1669, Fazil Ahmed pudo anunciar al sultán el triunfo en el sitio de Candía, en Creta, después de 22 años de asedio, dando por finalizada una guerra que enfrentaba al Imperio otomano con la República de Venecia y que había comenzado en 1644.
Tras estas anexiones, el Imperio otomano se dirigió al norte para dar apoyo a los Cosacos de Zaporozhia dirigidos por el hetman Petró Doroshenko, que al no aceptar el Tratado de Andrúsovo firmado entre la Mancomunidad Polaco-Lituana y el Zarato ruso, se habían sublevado contra Polonia. Tras la Guerra Polaco-Turca de 1672-1676 y por el Tratado de Zorawno, el Imperio otomano se anexionó Podolia y parte de Ucrania.
Fazil Ahmed falleció en 1676 poco antes de terminar la guerra con Polonia, reemplazándolo su cuñado Kara Mustafá.
El Zarato ruso había dado por terminado en 1613 un largo periodo de disturbios con la subida al trono de Miguel I de Rusia, que se dedica a la pacificación interior y a la defensa exterior del país. Con la ayuda de su padre Fiódor Nikítich Románov pone en orden la hacienda pública, manda levantar un catastro general y aumenta los efectivos de Streltsí.
A la muerte de Miguel lo sucede su hijo Alejo I de Rusia, que promueve importantes reformas. Aumenta el poder del zar, organiza una administración muy centralizada. En 1667, consigue tras la Guerra Ruso-Polaca de 1654-1667 que toda la Ucrania al este de Dniéper, incluyendo Kiev, cayera bajo control ruso. En Asia, prosigue la ocupación de Siberia, llegando al océano Pacífico en 1649. A pesar de estos avances, el aumento de los impuestos y el proceso de avasallamiento de los campesinos produce levantamientos populares, siendo el más peligroso el levantamiento de los cosacos del Don bajo el mando de Stenka Razin.
Alejo I muere en 1676, siendo sucedido por su hijo Teodoro III, que solo tiene 14 años.

## Preludio
En enero de 1667, el Zarato ruso y la Mancomunidad Polaco-Lituana firmaron el Tratado de Andrúsovo. El tratado dio por finalizada la Guerra Ruso-Polaca de 1654-1667 y en él se dividía Ucrania en dos zonas separadas por el río Dniéper. La zona oriental, la Ucrania de la Margen Izquierda, pasaba a poder del Zarato ruso, mientras que la occidental, la Ucrania de la Margen Derecha, se mantenía en poder polaco.
Petró Doroshenko, atamán cosaco de la margen derecha desde 1666, y hasta entonces propolaco, decidió retomar los planes del hetman Bogdán Jmelnitski de reunificar Ucrania bajo su mando y pensaba servirse para ello de la ayuda del Imperio otomano. Afortunadamente para Doroshenko, el Imperio otomano se encontraba en un momento de expansión gracias a la acción de Fazil Ahmed.

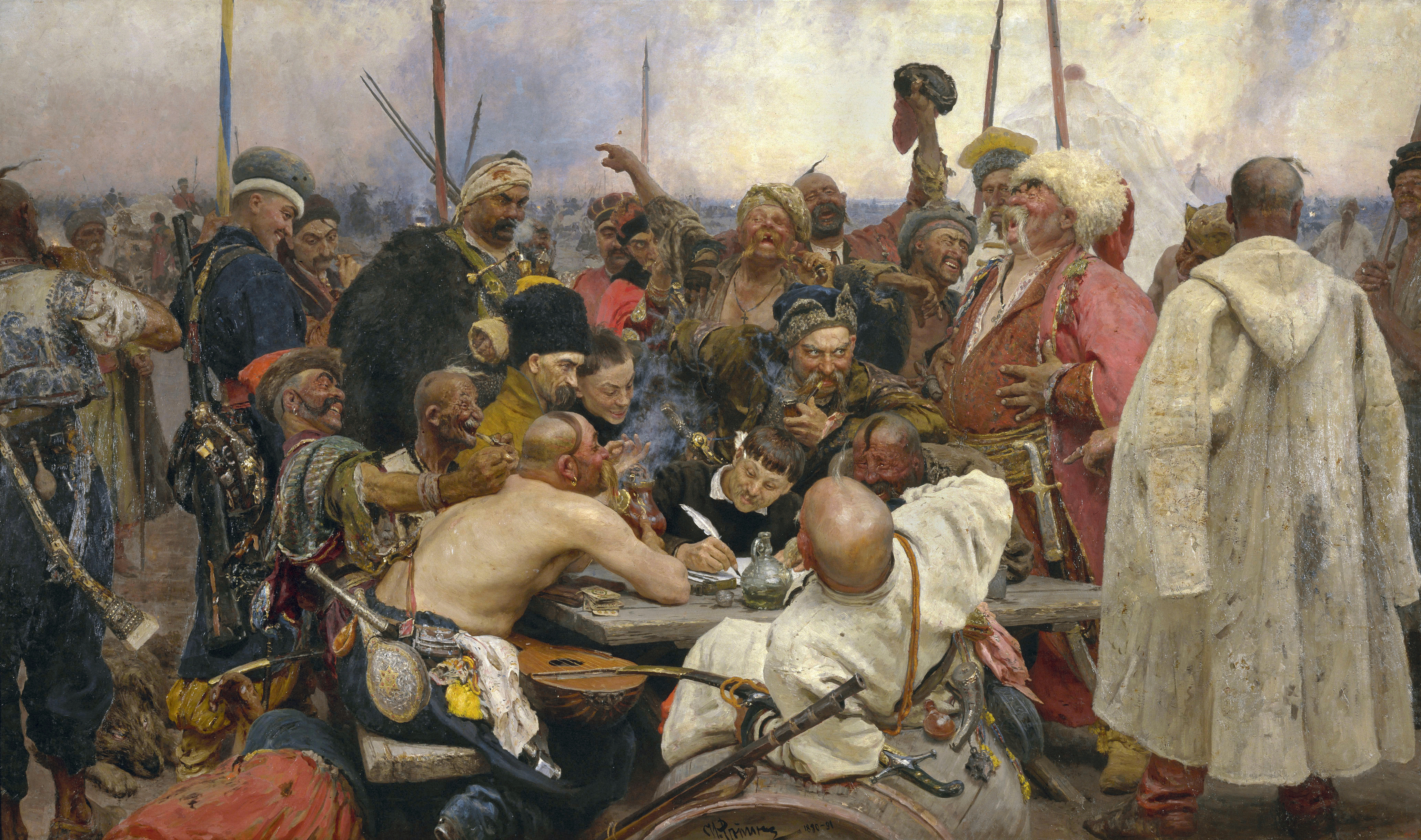
Los cosacos zaporogos escriben una carta a Mehmed IV. Obra de Iliá Repin.

En 1667, un ejército combinado de cosacos y otomanos atacó Galitzia y consiguió gran autonomía para Petró Doroshenko en la margen derecha de Ucrania.
Con la margen occidental asegurada, Doroshenko atacó la margen izquierda y depuso a su rival Iván Briujovetski, atamán de la margen izquierda, adquiriendo el control de las dos márgenes y nombrándose atamán de toda Ucrania.
Sin embargo, el apoyo de Doroshenko a los otomanos en la Guerra Polaco-Turca de 1672-1676 y los ataques a la margen oriental eran difícil de entender para muchos cosacos.
Los detractores de la política de Petró Doroshenko entregaron el poder a Iván Samoilóvych, que se convirtió en atamán de la zona izquierda.

## La Guerra Ruso-Turca
En 1676, Doroshenko, con tropas otomanas, atacó la ciudad de Chiguirín, capital del Hetmanato cosaco. Este ataque fue difícil de comprender para muchos cosacos, que no entendían como se luchaba contra cristianos ortodoxos apoyando a musulmanes, y causó muchas deserciones en el bando prootomano.
Las fuerzas ruso-cosacas al mando de Samoilóvich y de Grigori Romodánovski consiguieron retomarla poco después, dejando en la ciudad una guarnición. Tras la pérdida de la ciudad, Petró Doroshenko se rindió a los rusos y fue exiliado a Moscú para no regresar nunca a Ucrania.
En 1677, tras la rendición de Doroshenko, los otomanos decidieron nombrar a Yuri Jmelnitski, que estaba preso en Estambul, atamán del margen derecho.
En junio de 1677, un ejército otomano de 45 000 soldados bajo el mando de Ibraim Pasha marchó hacia Chiguirín.
Las ventajas naturales de la ciudad ayudaron a la guarnición a soportar el ataque inicial otomano. El suelo arenoso detuvo a los zapadores otomanos en su intento por debilitar las defensas más débiles de Chiguirín, recientemente fortificadas por muros de madera rellenos de tierra.
El príncipe Romodánovski y Samoilóvich fueron capaces de convencer a Teodoro III de que era necesario reforzar la guarnición de Chiguirín y hacerles llegar una expedición de rescate de 50 000 hombres. Más de la mitad del total de estos soldados procedían de los distritos de Bélgorod y Sevsk y ya habían luchado en otras guerras en Ucrania.
Samoilóvich fue especialmente tenaz sobre que no se podía perder la fortaleza porque sin ella no se podía mantener la lealtad de los Cosacos de Zaporozhia y mucho menos extender su soberanía sobre las ciudades del lado derecho del río Dniéper. Romodánovski alegó que si se perdía la fortaleza, los otomanos tendrían una base desde donde atacar Kiev y las ciudades de la Ucrania de la margen izquierda y por la constatación de que si no se apoyaban los proyectos de Samoilóvich, podría debilitar el apoyo del atamán al control ruso sobre la Ucrania de la margen izquierda.
A finales de agosto Romodánovski y Samoilóvich vencen a los otomanos en la batalla de Chiguirín y logran que las fuerzas otomanas y tártaras tengan que levantar el asedio. La victoria moscovita fue sorprendente y total. Los rusos tuvieron 3000 muertos y 5000 heridos, mientras que los otomanos perdieron 20 000 hombres. El sultán Mehmed IV expresó su descontento, Ibrahim Pasha terminó encarcelado y el Khan de Crimea, Selim Giray, sustituido por su hijo Murad Giray.

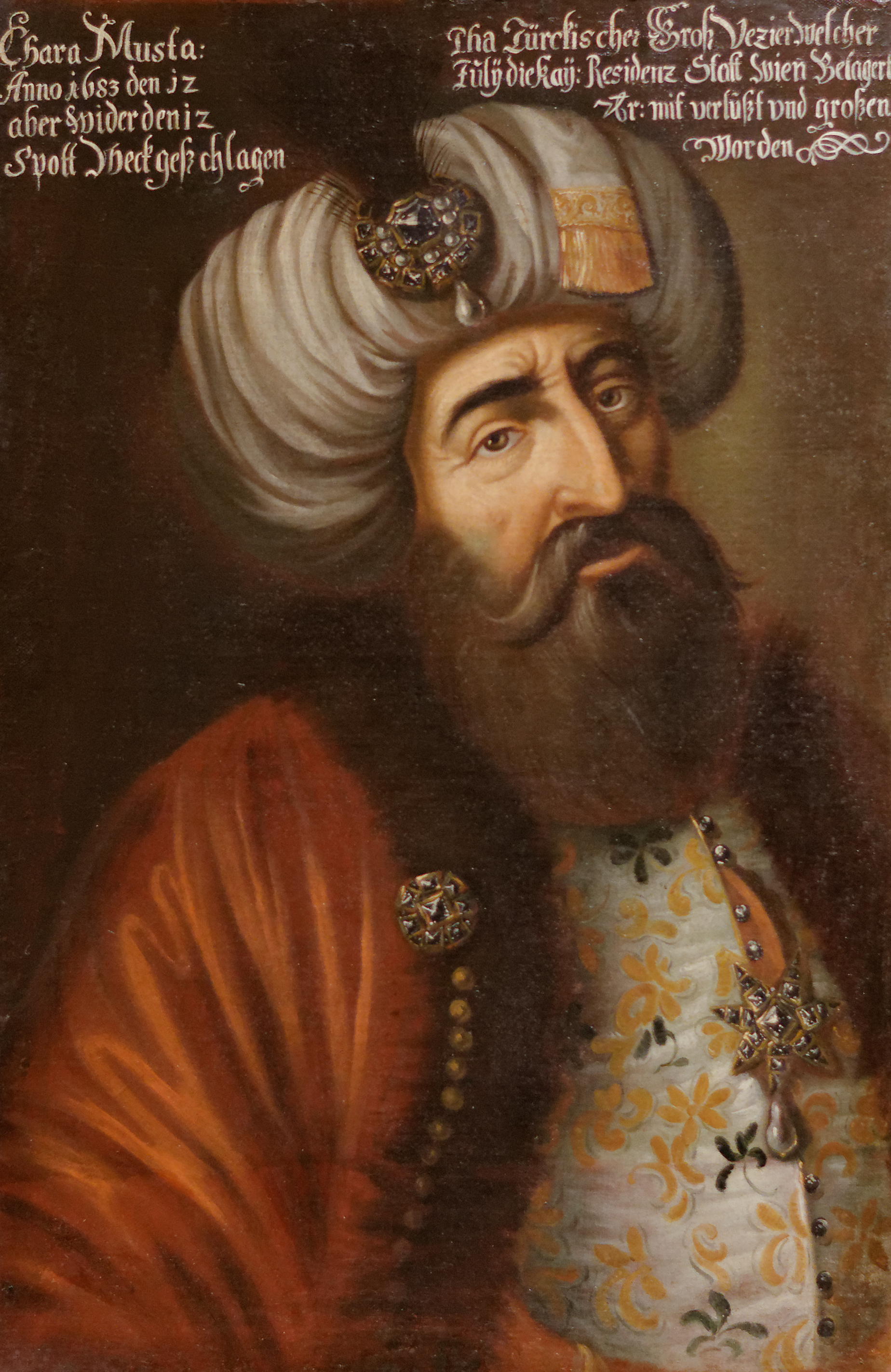
El Gran Visir Kara Mustafá.

En junio de 1678, los otomanos asedian por segunda vez Chiguirín. En esta ocasión las fuerzas otomanas suman 70 000 hombres (sin contar a los soldados tártaros), también con mucha artillería y eran comandadas por el visir Kara Mustafá. Las fuerzas rusas no estaban bien preparadas y la guarnición era más escasa y tenía pocos suministros.
El 4 de agosto Romodánovski y Samoilóvich vuelven a marchar para levantar el asedio con unas fuerzas similares a las del año anterior (50 000 hombres). Sin embargo, esta vez detuvieron sus fuerzas a 4 km de Chiguirín a la espera de más refuerzos, sin realizar ningún esfuerzo por acosar el campamento otomano. Mientras tanto los otomanos continuaban bombardeando la fortaleza y acercando las trincheras a los muros de Chiguirín. El príncipe Vasili Golitsyn, rival político de Romodánovski, consiguió que no fueran destinados refuerzos al ejército de Romodánovski.
El 11 de agosto, Romodánovski ordena a la guarnición de Chiguirín evacuar e incendiar la ciudad, tras lo que cruza el Dniéper junto con Samoilóvich.
Tras la tenaz insistencia del año anterior de Romodánovski sobre la estratégica posición de la fortaleza, el abandono de la fortaleza hizo que muchos ucranianos lo acusaran de incompetencia y traición.
Sin embargo, el zar había emitido órdenes secretas a Romodánovski en las que le pedía que evitase una batalla campal para buscar conversaciones de paz, para lo que era necesario sacrificar Chiguirín y no dejar Kiev y la Ucrania de la margen izquierda sin defensa.
A pesar de que la orden de abandonar Chiguirín fue dada desde Moscú, Romodánovski fue acusado por la pérdida de la fortaleza y perdió el mando del ejército.
Los moscovitas acumularon en la Ucrania de la margen izquierda, a lo largo de la línea Bélgorod (una línea de fortalezas que se extendía 300 km y que tenía su centro en la ciudad de Bélgorod, cuya misión era proteger la frontera sur de Rusia) y en Ucrania Libre (Ucrania Slobodá) una fuerza lo bastante disuasoria como para evitar que los otomanos cruzaran el Dniéper y los tártaros no atacaran desde el sur.
En la primavera de 1679, toda Ucrania se rebeló contra las guarniciones turcas. Yuri Jmelnitski intentó escapar más allá del Dniéper, pero fue alcanzado por sus perseguidores y terminó muerto.

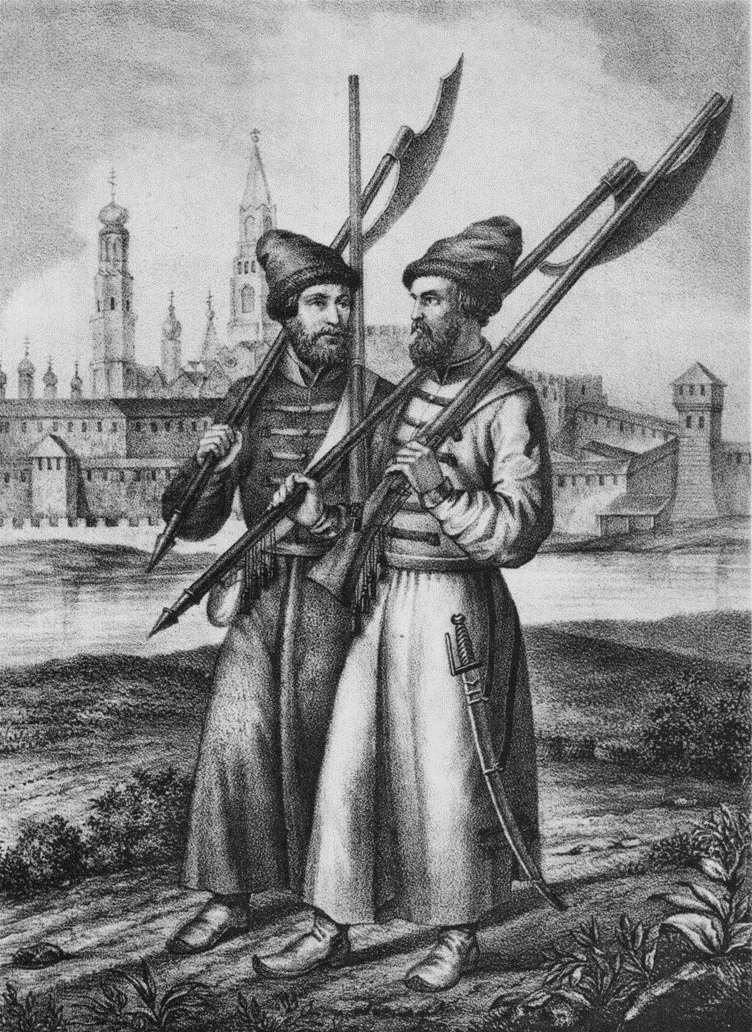
Streltsís rusos.

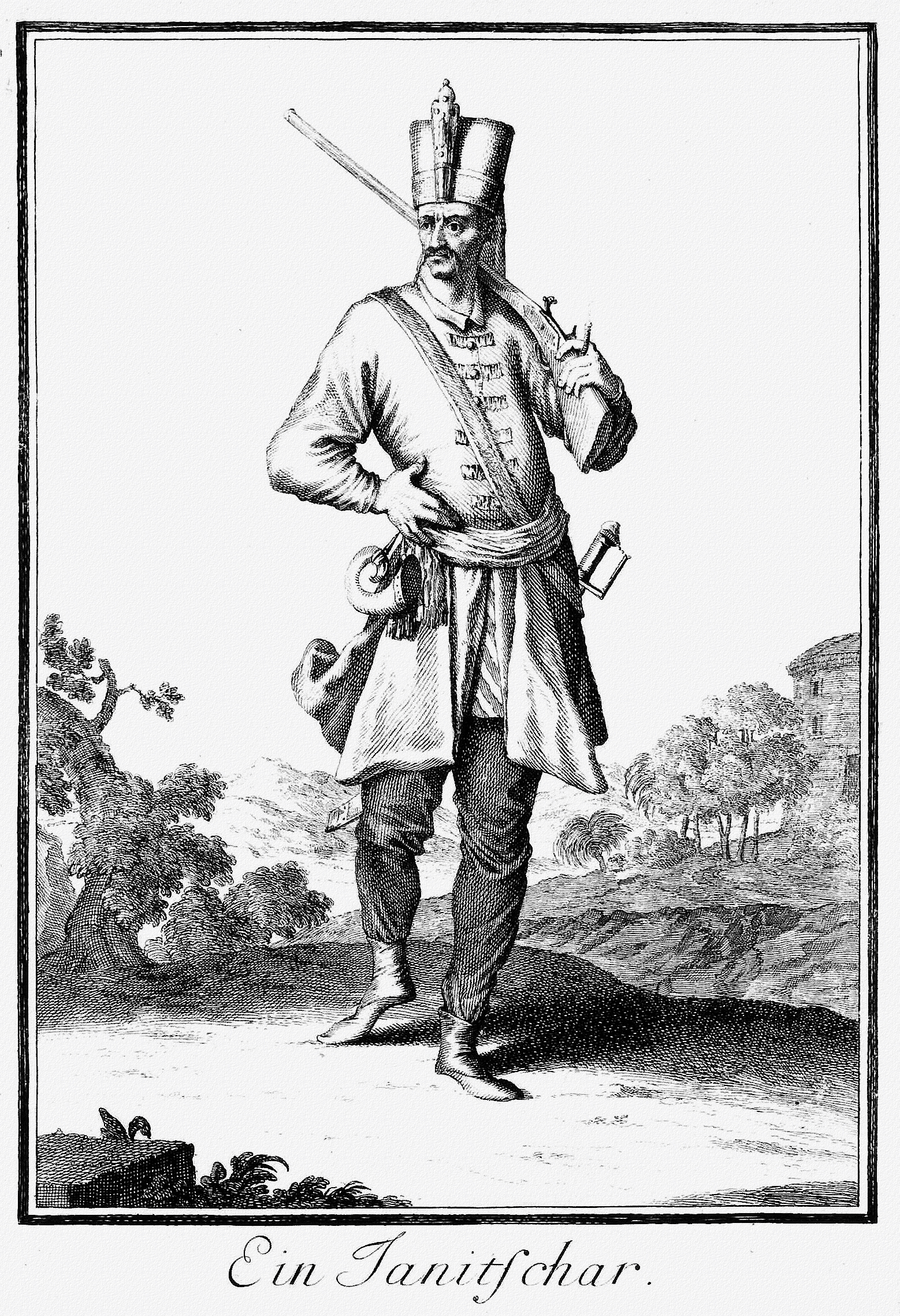
Jenízaro turco.

En 1679, 70 000 soldados rusos y 30 000 cosacos al mando de Samoilóvich defienden Kiev y la Ucrania de la margen izquierda. Estas tropas atacaron la Ucrania de la margen derecha quemando pueblos y obligando a sus habitantes a desplazarse al margen izquierdo, creando así una zona deshabitada. Ciudades florecientes como Cherkasi o Kániv fueron destruidas.
Este año el zar Teodoro III envió embajadores a Viena y Varsovia para formar una alianza con Juan III Sobieski y con Leopoldo I de Habsburgo contra el Imperio otomano. No obstante, las negociaciones fueron lentas. Un gran número de tropas rusas fueron enviadas a Ucrania, donde el general escocés Gordon fortificó Kiev.
La guerra continuó en 1680 con ataques masivos de los tártaros, que fueron rechazados en la línea Bélgorod.
Kará Mustafá, tras la toma de Chiguirín que presentó como una gran victoria en Estambul, se concentró en su gran ambición, la conquista de Viena, por lo que quiso dar por terminada la guerra con Rusia, que podía volverse problemática si prosperaba la alianza de Rusia con el Sacro Imperio Romano Germánico y la Mancomunidad Polaca-Lituana.

## El Tratado de Bajchisarái
En el Tratado de Bajchisarái (también conocido como Tratado de Radzin) firmado en Bajchisarái en enero de 1681 Rusia y el Imperio otomano acordaron una tregua de veinte años, aceptaron el río Dniéper como la línea de demarcación de sus fronteras. Los cosacos se reservaron el derecho de pesca en el Dniéper y afluentes, de obtener sal en el sur y de navegación entre el Dniéper y el mar Negro.